# Geolycosa aballicola
Geolycosa aballicola este o specie de păianjeni din genul Geolycosa, familia Lycosidae. A fost descrisă pentru prima dată de Strand, 1906.
Este endemică în Etiopia. Conform Catalogue of Life specia Geolycosa aballicola nu are subspecii cunoscute.